# Émile de Curton
Pour les articles homonymes, voir Curton.
Émile de Curton, né le 7 décembre 1908 à Saint-Cernin (Cantal) et mort le 30 novembre 1993 à Marignane (Bouches-du-Rhône), est un médecin militaire, administrateur colonial et diplomate français.

## Biographie
Émile de Curton entre en service dans l’armée le 31 décembre 1927. Il est admis à l'École principale du service de santé de la Marine en 1928 et soutient sa thèse en 1932. Il est ensuite élève de l'École du Pharo. D'abord nommé à Madagascar en 1933, il y reste jusqu'en 1936 avant d'être envoyé à Fréjus au centre de transition des troupes indigènes coloniales, puis dans les Établissements français de l'Océanie (EFO) en 1938. Alors médecin capitaine, il exerce successivement les fonctions de médecin-chef de maternité puis d'administrateur, d'abord aux Marquises, ensuite aux îles Sous-le-Vent.
Il est un des acteurs centraux du ralliement des EFO à la France Libre du général de Gaulle, membre fondateur du "Comité de Gaulle" en août 1940 et organisateur du référendum ayant mené au ralliement, aux côtés de personnalités telles que Marcel Sénac, Jean Gilbert ou le maire de Papeete Georges Bambridge. Sur décision du général de Gaulle, il devient gouverneur des EFO, du 6 novembre 1940 au 16 juin 1941. Sous son gouvernorat, des mesures radicales sont prises et génèrent un vif mécontentement qui amène à ce qu'il soit l'objet d'une inspection conduite par l'inspecteur général des colonies Richard Brunot, qui l'incarcère. Devant la persistance des troubles une seconde inspection est conduite par l'amiral Georges Thierry d'Argenlieu, lequel fait libérer Émile de Curton.
Il quitte alors Tahiti le 8 octobre 1941, arrive à Londres au début de 1942 et s'engage dans les Forces Françaises Libres. Il est ensuite affecté à Saint-Pierre-et-Miquelon comme administrateur principal en août 1942 pour remplacer le médecin commandant Gaux, vichyste.
Émile de Curton est démobilisé le 11 octobre 1945 à Paris. Il entame après la guerre une carrière diplomatique et est entre autres ministre plénipotentiaire chargé d'affaires à Taïwan (république de Chine) de 1960 à 1963, puis ambassadeur de France aux Philippines de 1963 à 1964.

## Évolution en grade
L'évolution en grade d'Émile de Curton dans le corps de santé des armées est la suivante :
- Sous-lieutenant : 31 décembre 1932
- Lieutenant : 1er janvier 1933
- Capitaine : 25 mars 1937
- Commandant : 25 juin 1942

## Distinctions
- Officier de la Légion d'honneur (1959)

 Médaille de la Résistance française, avec rosette (1946)
- Médaille commémorative des services volontaires dans la France libre